# Wasting Light
Wasting Light é o sétimo álbum de estúdio da banda estadunidense de rock Foo Fighters, lançado no dia 12 de abril de 2011. Foi produzido por Butch Vig e é o primeiro a ter o guitarrista Pat Smear como um membro oficial desde 1997. Entre os músicos convidados está o baixista Krist Novoselic que trabalhou com Dave Grohl no Nirvana.
O álbum vendeu 235 mil em sua primeira semana de lançamento e estreou em número um na US Billboard 200, tornando-se o primeiro álbum da banda a alcançar número um nos Estados Unidos. Também alcançou sucesso nas paradas em vários outros países. Após o seu lançamento, Wasting Light recebeu críticas positivas dos críticos da música, que elogiou a sua produção e composições da banda. Em 30 de novembro de 2011 o álbum foi indicado em seis categorias para o 54º Grammy Awards, concorrendo nas categorias Álbum do Ano, Melhor Álbum do Ano, Melhor Performance Rock com a música “Walk”, Melhor Performance Hard Rock/ Metal com a música “White Limo”, Melhor Música Rock com “Walk” e Melhor Álbum de Rock.

## Gravações
Após o final da turnê de Echoes, Silence, Patience & Grace, em 2008, os Foo Fighters adentraram um estúdio em Hollywood e gravaram várias músicas compostas durante a digressão. Porém o grupo, cansado após tanto tempo na estrada, decidiu arquivar as gravações. Duas faixas, "Wheels" e "Word Forward", seriam regravadas para a coletânea Greatest Hits, enquanto "Rope" acabaria em Wasting Light. Tais faixas foram a reunião de Dave Grohl com o produtor Butch Vig - responsável pelo aclamado Nevermind, da sua banda anterior, Nirvana - e o músico considerou que era hora de chamá-lo para produzir um disco dos Foo Fighters.
Enquanto Dave Grohl tocava com o Them Crooked Vultures na Austrália, em 2010, continuou a composição de novas faixas e a criar os planos para o novo disco do Foo Fighters. O álbum seria produzido por Vig, com rock mais direto após as faixas longas do Them Crooked Vultures, gravado na garagem de Grohl em Encino com equipamento analógico para fugir do som que Grohl considerava artificial de tantas alterações por computador, e acompanhado pelas filmagens de um documentário sobre a banda.
A gravação do álbum começou em 6 de setembro de 2010. Embora esteja tocando nos shows da banda desde 2006, é o primeiro álbum de estúdio com o guitarrista Pat Smear como um membro oficial da banda desde 1997.

## Desempenho nas vendas
O álbum estreou no número um das paradas de doze países. Wasting Light foi o primeiro álbum da banda no topo da norte-americana Billboard 200, com vendas na primeira semana de 235,000 cópias nos Estados Unidos - a segunda melhor vendagem de estreia depois de In Your Honor. Em janeiro de 2012 o disco já tinha 663,000 cópias vendidas nos EUA. No Reino Unido, onde liderou a UK Albums Chart com 114,000 cópias e quebrou sequência de onze semanas no topo de Adele, Wasting Light fechou o ano com 380,000 cópias vendidas.

## Faixas
Todas as músicas escritas por Foo Fighters.
| Versão padrão |                       |         |  |
| N.º           | Título                | Duração |  |
| 1.            | "Bridge Burning"      | 4:46    |  |
| 2.            | "Rope"                | 4:19    |  |
| 3.            | "Dear Rosemary"       | 4:26    |  |
| 4.            | "White Limo"          | 3:22    |  |
| 5.            | "Arlandria"           | 4:28    |  |
| 6.            | "These Days"          | 4:58    |  |
| 7.            | "Back & Forth"        | 3:52    |  |
| 8.            | "A Matter of Time"    | 4:36    |  |
| 9.            | "Miss the Misery"     | 4:33    |  |
| 10.           | "I Should Have Known" | 4:15    |  |
| 11.           | "Walk"                | 4:16    |  |

| Edição Deluxe |                                   |         |  |
| N.º           | Título                            | Duração |  |
| 12.           | "Rope (Deadmau5 Remix)"           | 5:52    |  |
| 13.           | "Better Off"                      | 4:12    |  |
| 14.           | "White Limo (video)"              | 3:35    |  |
| 15.           | "Walk (Live at the Roxy) (Video)" | 4:23    |  |

## Créditos
- Dave Grohl – vocal, guitarra ritmica
- Taylor Hawkins – bateria, vocal de apoio
- Chris Shiflett – guitarra, vocal de apoio
- Nate Mendel – baixo
- Pat Smear – guitarra

### Músicos adicionais
- Bob Mould – guitarra e backing vocals em "Dear Rosemary"
- Krist Novoselic – baixo e arcodeão em "I Should Have Known"
- Rami Jaffee – teclado em "Bridge Burning" e "Rope", órgão em "Walk"
- Jessy Greene – violino em "I Should Have Known"
- Fee Waybill – backing vocals em "Miss the Misery"
- Butch Vig − percussão em "Back & Forth"
- Drew Hester − percussão em "Arlandria"

### Produção
- Butch Vig – produção
- Alan Moulder – mixagem
- Emily Lazar – masterização
- James Brown – Engenharia acústica

## Posições e certificados
| Críticas profissionais | Críticas profissionais |
| Avaliações da crítica  | Avaliações da crítica  |
| Fonte                  | Avaliação              |
| ---------------------- | ---------------------- |
| AllMusic               | [ 15 ]                 |
| The Guardian           | [ 16 ]                 |
| The Independent        | [ 17 ]                 |
| Metal Is The Law       | [ 18 ]                 |
| Rolling Stone          | [ 19 ]                 |
| Spin                   | (9/10)                 |

### Posições
| Paradas (2011)                  | Posições |
| ------------------------------- | -------- |
| Australian Albums Chart         | 1        |
| Austrian Albums Chart           | 1        |
| Belgian Albums Chart (Flanders) | 1        |
| Belgian Albums Chart (Wallonia) | 4        |
| Canadian Albums Chart           | 1        |
| Czech Albums Chart              | 4        |
| Danish Albums Chart             | 3        |
| Dutch Albums Chart              | 2        |
| Finnish Albums Chart            | 1        |
| French Albums Chart             | 18       |
| German Albums Chart             | 1        |
| Irish Albums Chart              | 3        |
| Italian Albums Chart            | 4        |
| New Zealand Albums Chart        | 1        |
| Norwegian Albums Chart          | 1        |
| Polish Albums Chart             | 12       |
| Portuguese Albums Chart         | 3        |
| Spanish Top 100 Albums Chart    | 7        |
| Swedish Albums Chart            | 1        |
| Swiss Albums Charts             | 1        |
| UK Albums Chart                 | 1        |
| US Billboard 200                | 1        |

### Certificados
| País                          | Certificado |
| ----------------------------- | ----------- |
| Alemanha (BVMI)               | Platina     |
| Austrália (ARIA)              | 2× Platina  |
| Áustria (IFPI)                | Ouro        |
| Bélgica (BEA)                 | Ouro        |
| Brasil (Pro-Música Brasil)    | Ouro        |
| Canadá (Music Canada)         | Platina     |
| Estados Unidos (RIAA)         | Platina     |
| Finlândia (Musiikkituottajat) | Ouro        |
| Holanda (NVPI)                | Ouro        |
| Irlanda (IRMA)                | Ouro        |
| Itália (FIMI)                 | Ouro        |
| Nova Zelândia (RMNZ)          | 2× Platina  |
| Polônia (ZPAV)                | Ouro        |
| Reino Unido (BPI)             | Platina     |
| Suécia (IFPI)                 | Ouro        |